# Bio Ráj
Bio Ráj (v originále Nuovo Cinema Paradiso) je francouzsko-italský dramatický film režiséra Guiseppe Tornatore z roku 1988. Snímek měl světovou premiéru 29. září 1988.

## Děj
V Římě, na konci 80. let, se Salvatore DiVita (Jacques Perrin), renonovaný filmový režisér, právě dozvěděl o smrti svého dávného přítele Alfreda (Philippe Noiret). Touto zprávou vyplouvají na povrch vzpomínky na jeho dětství, které je prodchnuto atmosférou vzpomínek na venkovského kino. Salvatore, v dětství přezdívaný Totò, svůj volný čas dělil mezi kostel (kde byl ministrantem) a farní kino, kde vládl charismatický promítač Alfredo. Vesnice Giancaldo na Sicílii však podléhala vlivům velkých dějin, zejména druhé světové války a poválečné situace, ale také vlivům chudoby a nevzdělanosti. Salvatore se rozhodne těmto omezením vzdorovat a vydá se za svou láskou do Říma. Později se vrací, aby zjistil, že kino, které několik let provozoval, je určeno k demolici.

## Obsazení
| Philippe Noiret  | Alfredo               |
| Salvatore Cascio | Salvatore jako dítě   |
| Marco Leonardi   | Salvatore dospívající |
| Jacques Perrin   | Salvatore dospělý     |
| Leopoldo Trieste | otec Adelfio          |
| Antonella Attili | Maria jako mladá      |
| Pupella Maggio   | Maria dospělá         |
| Enzo Cannavale   | Spaccafico            |
| Isa Danieli      | Anna                  |
| Leo Gullotta     | Usher                 |
| Tano Cimarosa    | kovář                 |
| Nicola Di Pinto  | vecnický blázen       |
| Roberta Lena     | Lia                   |
| Nino Terzo       | Peppinův otec         |

## Ocenění
- filmovém festivalu v Cannes: Velká cena poroty (Giuseppe Tornatore)
- Donatellův David za nejlepší hudbu pro Ennia Morriconeho
- Evropské filmové ceny: nejlepší herec (Philippe Noiret, Zvláštní cena poroty (Giuseppe Tornatore)
- Oscar za nejlepší cizojazyčný film
- César: nejlepší filmový plakát (Jouineau-Bourdugue a Gilles Jouin)
- Zlatý glóbus: nejlepší cizojazyčný film
- Critics' Circle Film Award: herec roku (Philippe Noiret, nejlepší cizojazyčný film
- Mezinárodní filmový festival v Clevelandu: nejlepší film
- Young Artist Awards: Zvláštní cena pro nejlepšího mladého herce do devíti let v zahraničním filmu (Salvatore Cascia)
- BAFTA: nejlepší herec (Philippe Noiret), nejlepší herec ve vedlejší roli (Salvatore Cascio), nejlepší neanglicky mluvený film, nejlepší filmová hudba (Ennio Morricone a Andrea Morricone), nejlepší původní scénář (Giuseppe Tornatore)